# Lyndon Dykes
Lyndon John Dykes (født d. 7. oktober 1995) er en britisk-australsk professionel fodboldspiller, som spiller for EFL Championship-klubben Queens Park Rangers og Skotlands landshold.

## Klubkarriere

### Tidlige karriere
Efter at oprindeligt have været en dygtig rugby spiller, så begyndte han i 2013 at spille fodbold på semi-professionelt niveau i Australien, og repræsenterede flere forskellige semi-professionelle hold.

### Queen of the South
Dykes skiftede i 2014 til skotske Queen of the South, hvor han spillede på deres U/20-hold.
I januar 2015 vendte han tilbage til at spille semi-professionelt i Australien. Han vendte tilbage til Queen of the South i juni 2016, hvor han underskrev sin første professionelle kontrakt. Han fik sin professionelle debut den 16. juli 2016.

### Livingston
Dykes skiftede i januar 2019 til Livingston, men som del af aftalen blev han lånt tilbage til Queen of the South for resten af 2018-19 sæsonen. Han fik sin debut for Livingston den 13. juli 2019. Dykes imponerede hurtigt i Livingston, og den 21. december 2019 scorede han et hattrick imod Ross County, og blev hermed den første Livingston spiller nogensinde til at score et hattrick i Scottish Premiership.

### Queens Park Rangers
Dykes skiftede i august 2020 til Queens Park Rangers. Han imponerede i sin debutsæson, hvor han sluttede som holdets topscorer.

## Landsholdskarriere
Født i Australien til forældre fra Skotland, Dykes kunne vælge at repræsentere begge lande. Dykes valgte i oktober 2019 at repræsentere Skotland.
Dykes fik sin landsholdsdebut for Skotland den 4. september 2020.
Dykes var del af Skotlands trup til EM 2020.